# Oxford (Alabama)
Oxford é uma cidade localizada no estado americano do Alabama, no Condado de Calhoun e Condado de Talladega.

## Demografia
Segundo o censo americano de 2000, a sua população era de 14.592 habitantes.
Em 2006, foi estimada uma população de 20.198, um aumento de 5606 (38.4%).

## Geografia
De acordo com o United States Census Bureau, a localidade tem uma área de 47,4 km², dos quais 47,2 km² cobertos por terra e 0,2 km² cobertos por água. Oxford localiza-se a aproximadamente 193 m acima do nível do mar.

## Localidades na vizinhança
O diagrama seguinte representa as localidades num raio de 16 km ao redor de Oxford.